# Barluenga
Barluenga es una localidad española del municipio de Loporzano, perteneciente a la provincia de Huesca, en la comunidad autónoma de Aragón.

## Geografía
La localidad está ubicada en la comarca de la Hoya de Huesca. Con terreno en pendiente y llano, está situada al pie de una sierra. Su distancia a Huesca es de 14 km.

## Historia
En mayo de 1086, el rey  Sancho Ramírez de Aragón dio al monasterio de Montearagón las décimas de Barluenga y Castilsabás, y la villa de Quicena. En marzo de 1099, el rey Pedro I de Aragón confirmó al monasterio de Montearagón la iglesia de "Barlonga" El 18 de agosto de 1391 el rey Juan I de Aragón vendió Barluenga al monasterio de Montearagón.
Hacia mediados del siglo XIX, el lugar, por entonces con ayuntamiento propio, tenía contabilizada una población de 290 habitantes. Aparece descrito en el cuarto volumen del Diccionario geográfico-estadístico-histórico de España y sus posesiones de Ultramar de Pascual Madoz de la siguiente manera:

BARLUENGA: l. con ayunt. de la prov., part. jud., adm. de rent. y dióc. de Huesca (1 1/2 leg.), aud. terr. y c. g. de Zaragoza (12 1/2): sit. al pie de una sierra nombrada Ralla, participa de terreno pendiente y llano, y combatido por los vientos del N. y E., goza de un clima saludable; tiene 44 casas y otra municipal que es regular, y en ella estan la cárcel y la escuela de primeras letras á la que concurren sobre 82 alumnos, desempeñada por un maestro con la dotacion de 40 cargas de leña, 7 cahices de trigo, 3 nietros de vino, huerto y casa, teniendo á su cargo la secretaria de ayunt. por cuyo destino percibe otra pequeña dotacion de 100 rs. una igl. parr. bajo la advocacion de San Andrés, servida por un cura y un sacristan que este nombra; el curato es de segundo ascenso y se provee por S. M. ó el diocesano, por oposicion en concurso general; el edificio es de piedra, bastante capaz, con 3 capillas y 7 altares; y á muy corta dist. de la pobl., colocado en una altura, se halla el cementerio bien ventilado, en cuyo centro hay una ermita dedicada á San Miguel, patrono del pueblo, y á 1/4 de hora de este, en sitio llano, otra titulada de San Gil. Confina el térm. N. Chibluco y San Julian, E. Sta Eulalia mayor y Castilsabas, S. Sarsa del Abadiado, O. Fornillos; y dentro de él se encuentran varias fuentes de aguas muy buenas y saludables, que sirven para el surtido y uso comun del vecindario. El terreno es montuoso y de secano, pero de buena calidad para el cultivo. Caminos locales y de herradura. El correo lo recibe de la adm. de Huesca; prod.: trigo, cebada, escalla, legumbres, vino y poco aceite; cria ganado lanar; algun cabrio y caza de liebres y perdices; ind. un molino harinero, otro de aceite, una escribania y las artes mecánicas mas comunes; pobl.: 19 vec. de catastro, 290 alm.; cap. prod. 20,500 imp. 3,750 contr.: 605 rs. 7 mrs. El presupuesto municipal asciende á 360 rs., y se cubre con los fondos de propios.
(Madoz, 1846, p. 30)

## Demografía
| Gráfica de evolución demográfica de Barluenga entre 1842 y 1960 |
| |
| Población de derecho según los censos de población del INE Población de hecho según los censos de población del INEEntre el censo de 1857 y el anterior, crece el término del municipio porque incorpora a 225079 (Chibluco) y 225222 (San Julián de Banzo). Entre el censo de 1970 y el anterior, este municipio desaparece porque se integra en el municipio 22150 (Loporzano) |

| 1970 | 2000 | 2001 | 2002 | 2003 | 2004 |
| ---- | ---- | ---- | ---- | ---- | ---- |
| 66   | 36   | 36   | 39   | 37   | 38   |

## Patrimonio
- Iglesia parroquia dedicada a San Andrés[4] (siglo XVI).
- Ermita de San Miguel[4] (siglo XIII). Se encuentra situada en el interior del cementerio de la localidad. En el interior de la misma se puede observar unos frescos del siglo XIV que representan escenas de San Miguel, de la resurrección de los muertos y del juicio final.
- Ermita de San Gil.[4]